# Nola aerugula
Nola aerugula là một loài bướm đêm thuộc họ Nolidae. Nó được tìm thấy ở hầu hết châu Âu, phía đông đến miền đông châu Á và Nhật Bản. Một lượng hiếm hoi di cư đến Đảo Anh.
Sải cánh dài 15–20 mm. Con trưởng thành bay từ tháng 6 đến tháng 8 làm một đợt.
Ấu trùng chủ yếu ăn Trifolium và Lotus corniculatus, nhưng cũng Betula, Salix và Populus. Ấu trùng của ssp. holsatica ăn Genista anglica và Genista pilosa. 

## Phụ loài
- Nola aerugula aerugula
- Nola aerugula holsatica Sauber, 1916 (Denmark, Hà Lan)

Many authors consider holsatica to be a full species.

## Hình ảnh

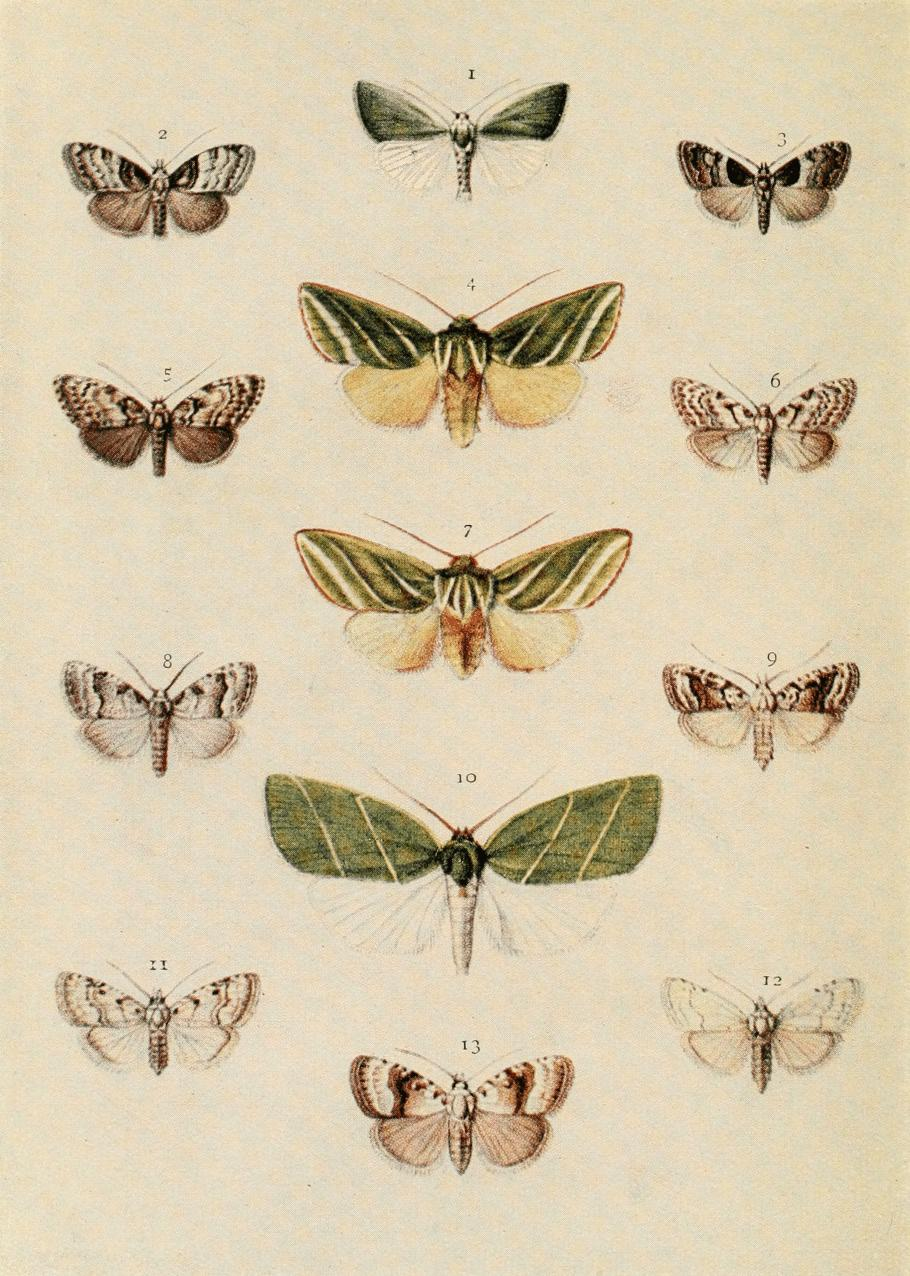
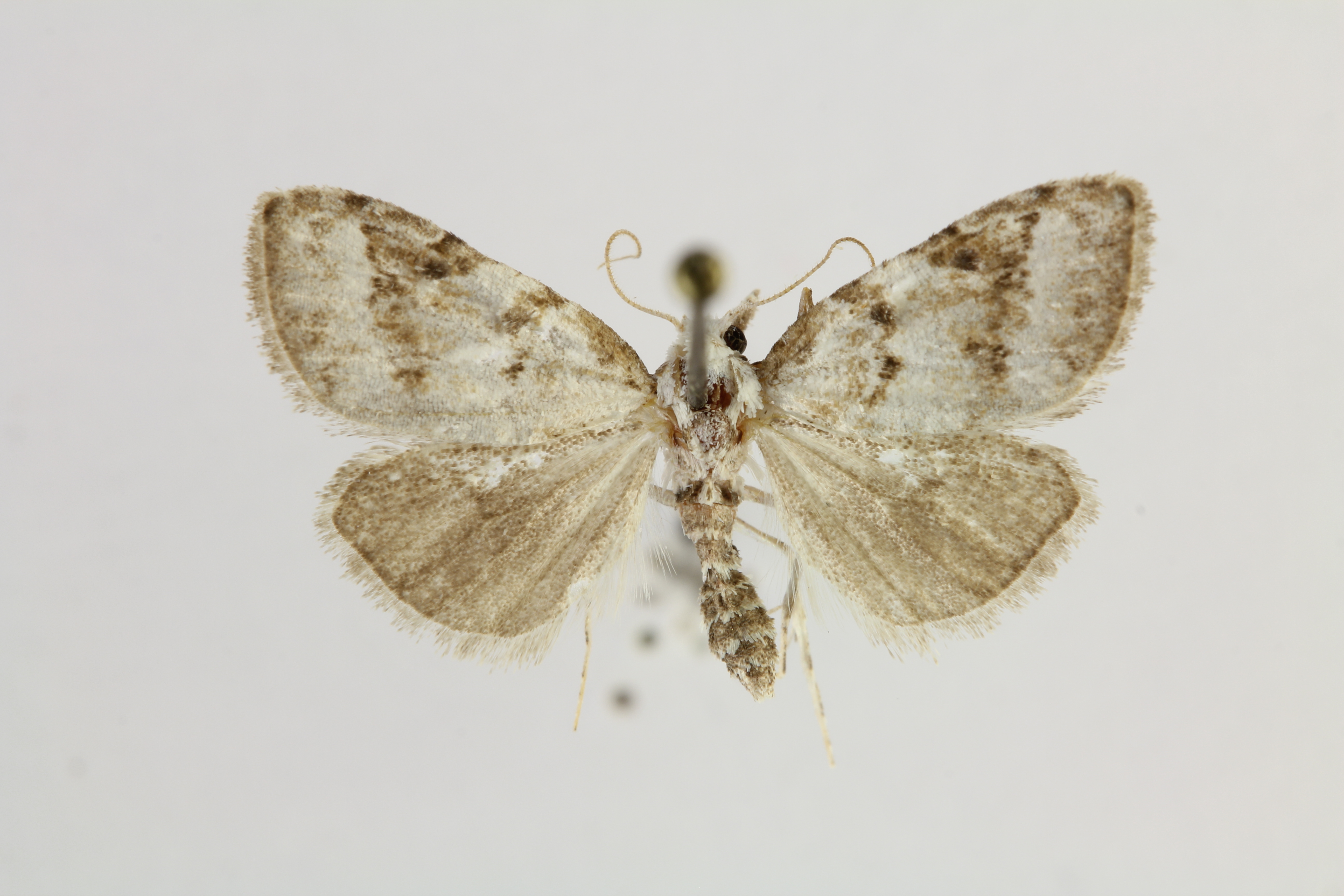
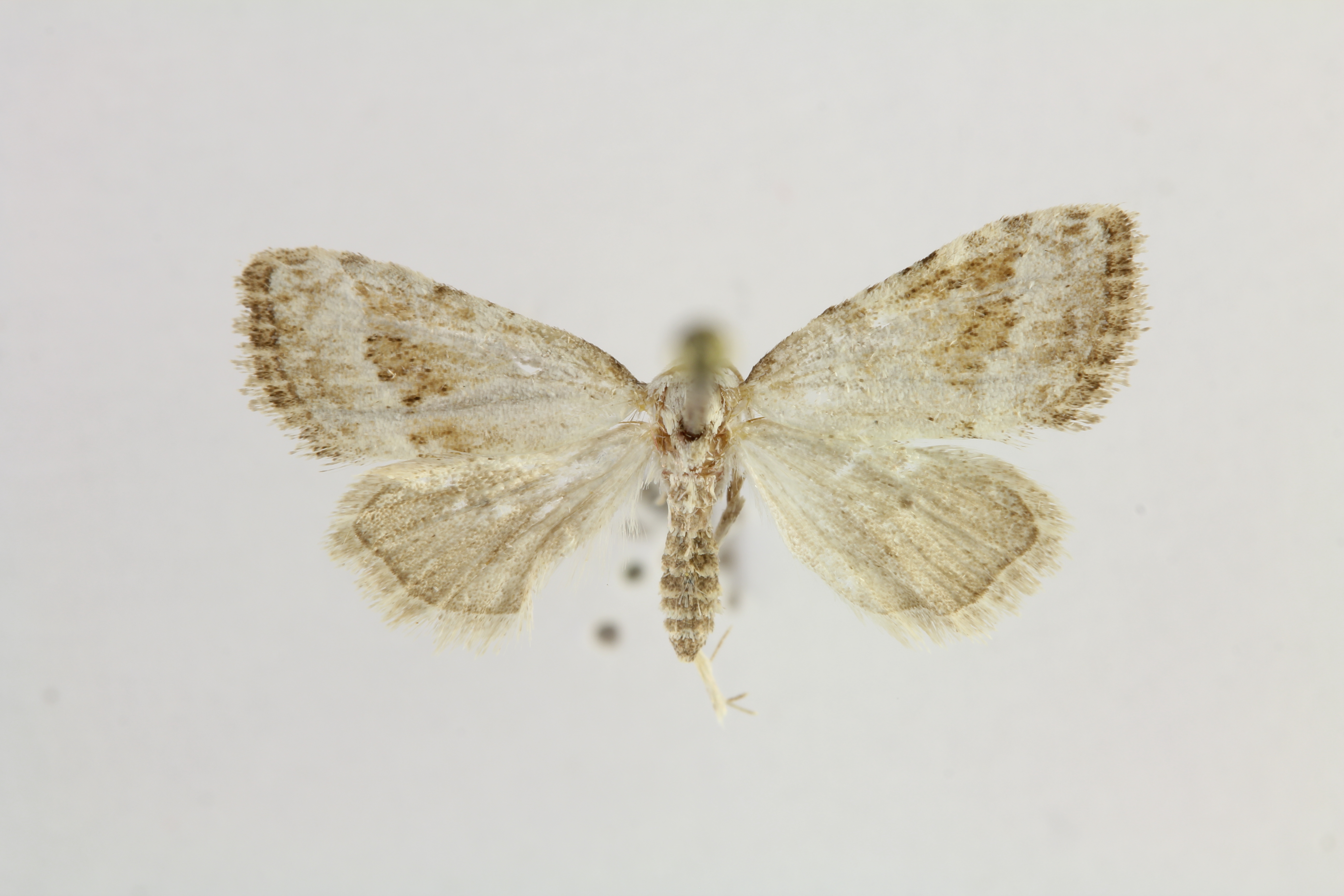
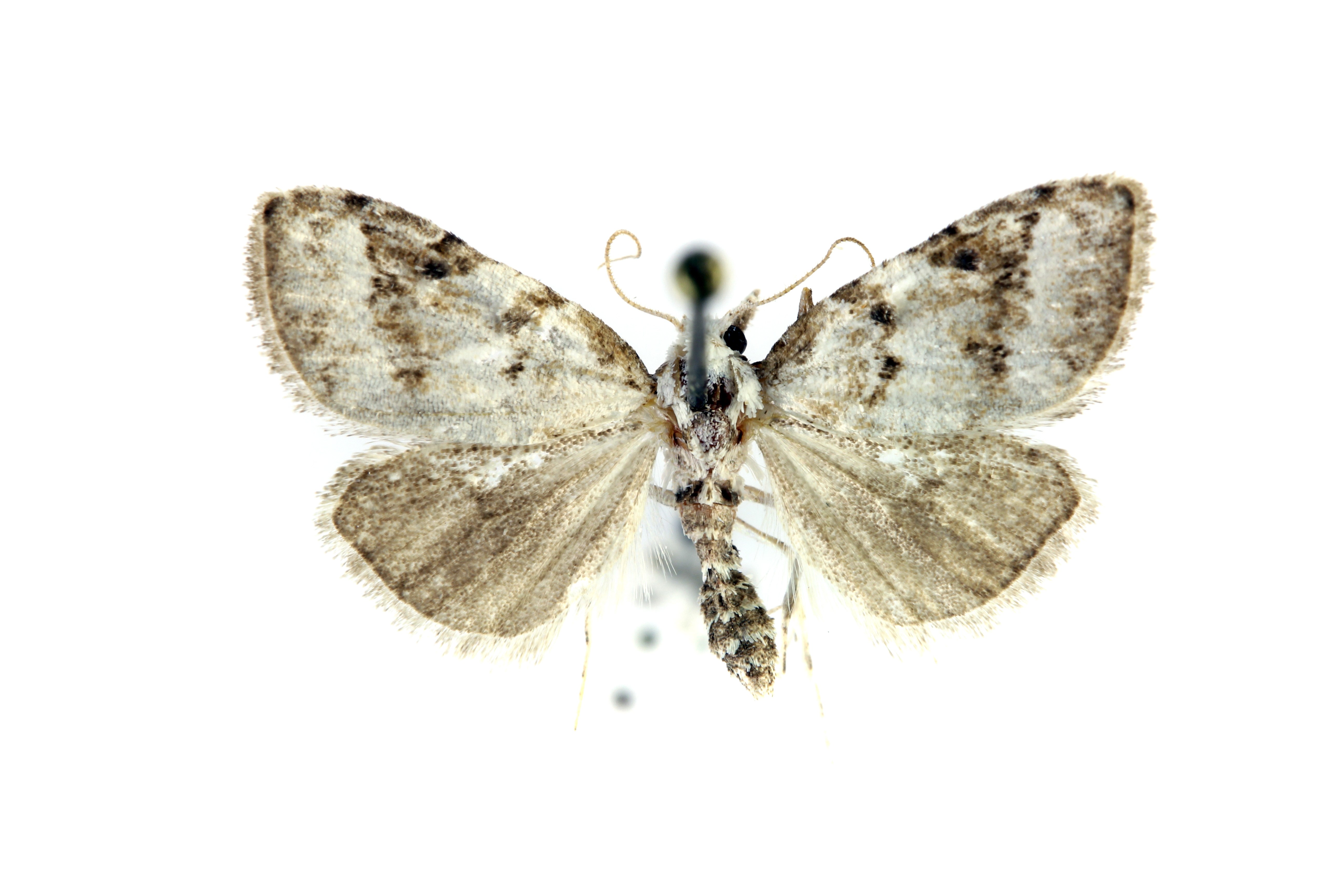